# 戀愛播放列表 (第三季)
《戀愛播放列表 (第三季)》（韓語：연애플레이리스트 시즌3），為韓國於2018年9月20日至2018年10月27日通過NAVER TV、V LIVE播出的網路劇。本劇講述大學生和20代之間的愛情。

## 演員陣容

### 主要人物
| 演員   | 角色   | 簡介 |
| 金亨錫 | 李賢勝 | 其實我很想你 西延大學 企管系16。懷念可愛前女友的現實男友。 雖然無法給曾是前女友的智媛很多也無法抓住她，但對於智媛要復學的傳聞最動搖的就是賢勝。                     |
| 鄭信惠 | 鄭智媛 | 現在不談同樣的戀愛了。 西延大學 企管系17。在前男友和曖昧的男生兩者關係中苦惱的清新女大生。 整理和賢勝的戀情後復學的這學期有不一樣的決心。                           |
| 李宥珍 | 韓在仁 | 對我是不是有什麼問題？ 西延大學 視覺設計系16。越看越吸引人的魅力女。這樣的在仁真讓人苦惱。                                                                          |
| 金宇錫 | 崔承赫 | 也給我機會不行嗎？ 西延大學 企管系13。全部都完美的企管系系會長。 雖然全都擁有但無法拿走的智媛的心這次一定要抓住。                                                   |
| 任輝真 | 郭俊模 | 現在告白也可以嗎？ 西延大學 企管系16。音樂社'音音音'會長。 夢想著純真愛情的母胎單身。對喜歡了1年的人都無法告白。                                                    |
| 文孝元 | 金都英 | 哥哥真的是很好的人 西延大學 英文系17。自尊心強， 自信心低的英文系女神。 像很多韓國大學生一樣邊打工和修學分，忙於學校生活。對都英來說戀愛是奢侈嗎？                  |
| 崔希勝 | 金珉宇 | 是啊，你們都談戀愛吧 西延大學 企管系16。音樂社'音音音'副會長。 雖然像大人一樣照顧頑皮的朋友們，但看著最近談戀愛而變得成熟的朋友有很多想法。                         |
| 裴賢聖 | 朴藍天 | 鄭蔚藍很漂亮？太不像話 西延大學 企管系18。雖然沒什麼話但認識的話是帥瘋(長得帥的瘋子)。 和女性朋友蔚藍從高中開始變親近。收拾蔚藍沒有眼色又亂說的話是藍天的主要業務。 |
| 朴時安 | 鄭蔚藍 | 像馬東石一樣的男人在哪呢 西延大學 新聞廣播學系18。獨步性比格美的擁有者。 雖然有時候會毫無修飾的把話講出來，但多虧特有的天真才顯得可愛。                             |

### 特別出演
| 演員               | 角色 |
| 金珉碩 (MeloMance) | 歌手 |

## 各集標題
| 集數 （季） | 標題                                                                  | 上線日期       |
| ----------- | --------------------------------------------------------------------- | -------------- |
| 1           | 在大學要躲避談戀愛的理由 대학에서 연애를 하면 안되는 이유             | 2018年9月20日  |
| 2           | 對喜歡的人告白的最好的時刻 사귀자고 말하는 완벽한 타이밍              | 2018年9月22日  |
| 3           | 克服離别的最好的方法 이별을 가장 빨리 극복하는 방법                   | 2018年9月27日  |
| 4           | 戀愛談不久的女生的特徵 연애 오래 못하는 여자의 특징                   | 2018年9月29日  |
| 5           | 男生們不能不喜歡的女生 남자가 좋아할 수밖에 없는 여자                 | 2018年10月4日  |
| 6           | 男女之間能成為最好的知己嗎 남사친이 좋은 이유                         | 2018年10月6日  |
| 7           | 想再次相見前女友的瞬間 전 여친 다시 만나고 싶은 순간                  | 2018年10月11日 |
| 8           | 女生們絕不能放棄的男生 여자가 절대 놓치면 안 될 남자                  | 2018年10月13日 |
| 9           | 前男友在我家度過了一晚 전남친이 자고 갔다                             | 2018年10月18日 |
| 10          | 初戀是單戀的時候 첫사랑이 짝사랑일 때                                 | 2018年10月20日 |
| 11          | 喜歡上女性朋友的過程 여사친을 좋아하게 되는 과정                      | 2018年10月25日 |
| 12          | 可以和前男友再次談戀愛嗎 전남친이 자고 갔다                           | 2018年10月27日 |
| 特輯1       | 戀人初次接吻的過程 연인들이 첫키스를 하는 과정                        | 2018年10月29日 |
| 特輯2       | 好像我的男性朋友喜歡我 남사친이 날 좋아하는 것 같다                   | 2018年11月1日  |
| 特輯3       | 不能和女性朋友單獨喝酒的原因 여사친과 단둘이 술을 마시면 안 되는 이유 | 2018年11月2日  |

## 原聲帶

### 第三季（2018）
- Part.1（發行日期：2018年9月20日）

| 曲序 | 曲目             | 演唱 | 时长 |
| ---- | ---------------- | ---- | ---- |
| 1.   | Perfect          | 10cm | 3:57 |
| 2.   | Perfect（Inst.） |      | 3:57 |

- Part.2（發行日期：2018年10月2日）

| 曲序 | 曲目                         | 演唱               | 时长 |
| ---- | ---------------------------- | ------------------ | ---- |
| 1.   | To you（너에게）             | 金珉碩 (MeloMance) | 3:30 |
| 2.   | Hey（Acoustic Ver.）         | 金珉碩 (MeloMance) | 4:08 |
| 3.   | Hey（있잖아）                | Paul Kim           | 3:27 |
| 4.   | To you（Melody Ver.）        | 金珉碩 (MeloMance) | 3:03 |
| 5.   | To you（Inst.）              |                    | 3:30 |
| 6.   | Hey (Acoustic Ver.)（Inst.） |                    | 4:08 |

## 外部連結
- 戀愛播放列表的Facebook專頁 
- 戀愛播放列表 (第三季) V LIVE 
- 戀愛播放列表 (第三季) （页面存档备份，存于） NAVER TV 
- 戀愛播放列表 (第三季) YouTube 